# 丸佳浩
丸 佳浩（まる よしひろ、1989年4月11日 - ）は、千葉県勝浦市出身のプロ野球選手（外野手）。右投左打。読売ジャイアンツ所属。

## 経歴

### プロ入り前
小学3年からソフトボールを始める。勝浦市立勝浦中学校時代は軟式野球で投手と遊撃手を兼任した。子供の頃は巨人ファン（父親が長嶋茂雄のファンでもあった）であり、東京ドームで見た川相昌弘の本塁打が印象に残ったという。
高校は千葉経済大学附属高等学校に進学。2年時の夏に千葉大会を優勝。第88回夏の甲子園では、1回戦で八重山商工（沖縄）と対戦し、「3番・右翼手」で出場。延長戦で敗れたが、相手エースの大嶺祐太から安打を記録している。
その後は肩と精神面の強さを買われて投手に転向し、エースとしてチームを牽引。2年時の秋は県大会決勝は唐川侑己擁する成田に敗れたが、その後の関東大会を制し、同校初のセンバツ出場を果たした。明治神宮大会ではベスト4まで勝ち上がった。
3年時の第79回センバツでは1回戦で中京（岐阜）に勝利するも、2回戦で藤村大介擁する熊本工に延長戦の末敗れた。夏は県大会5回戦で敗退。高校通算49本塁打。
2007年度高校生ドラフトで広島東洋カープから3巡目指名を受け、契約金4000万円、年俸500万円（推定）で仮契約。背番号は63。

### 広島時代
2008年は春にノロウイルスや巻き爪、秋には左肘痛など故障に悩まされた。6月からは打撃でアピールしてファームの上位打線や中軸を任されるようになり、6月のウエスタン・リーグ月間MVPを受賞。高卒ルーキーのウエスタン・リーグ月間MVP受賞は初めてのことである。8月にはフレッシュオールスターゲームにも出場した。
2010年にはウエスタン・リーグ104試合中92試合に出場。打率.277（311打数86安打）、4本塁打、30打点、21盗塁という好成績を残した。9月11日には初の一軍昇格を果たすと、9月21日の東京ヤクルトスワローズ戦でプロ初安打と初打点を記録した。
2011年は4月19日の横浜ベイスターズ戦で大家友和からプロ初本塁打を打ち、4月21日の横浜戦では本塁打を含む4安打、3打点と活躍した。以降131試合に出場し、主に中堅手や右翼手として起用され、一軍に定着する飛躍のシーズンとなった。
2012年は3月19日に中学1年生から交際してきた同級生と結婚することを発表。同年は前半の不調もあり、最後は前年よりも打率を上げたが、出場試合数は106試合、本塁打数は前年の9本から4本に減少した。
2013年は開幕戦は「2番・中堅手」で先発出場すると、シーズンを通してほぼ全ての試合で先発出場を果たす。序盤は打率4割台を記録し、俊足と長打を融合させた打撃スタイルを確立。5月12日の対中日ドラゴンズ戦（MAZDA Zoom-Zoom スタジアム広島）では2点を追う4回二死満塁の場面で代打で出場し、朝倉健太から代打逆転満塁本塁打を放った。最終的にチーム三冠となる打率.273、14本塁打、58打点を記録した。また、29盗塁を記録しセ・リーグ盗塁王を獲得し、初のゴールデングラブ賞も獲得した。オフの11月には台湾で開催された「2013 BASEBALL CHALLENGE 日本 VS チャイニーズ・タイペイ」の日本代表に選出された。また、カープの主力打者に成長してその活躍が認められ、背番号を緒方孝市の引退以来空き番となっていた9に変更することを発表。
2014年は1年を通して好不調の波が少なく、全144試合に出場して打率.310、166安打、19本塁打を記録し自己最高の成績を残した。また、26盗塁を記録し、ブラッド・エルドレッドの離脱時には4番も務めるなどの活躍で、初のベストナインと2年連続のゴールデングラブ賞を獲得。リーグトップの100四球、リーグ2位の出塁率.419を記録した。同年8月20日の対横浜DeNAベイスターズ戦（横浜スタジアム）では4回一死満塁の打席で小林太志から逆転満塁本塁打を放った。オフの10月9日に日米野球の日本代表に選出された。背番号は9。
2015年はシーズン開幕前の2月16日に「GLOBAL BASEBALL MATCH 2015 侍ジャパン 対 欧州代表」の日本代表に選出された。3月10日の第1戦に途中出場した。3月11日の第2戦には「7番・左翼手」で先発出場した。

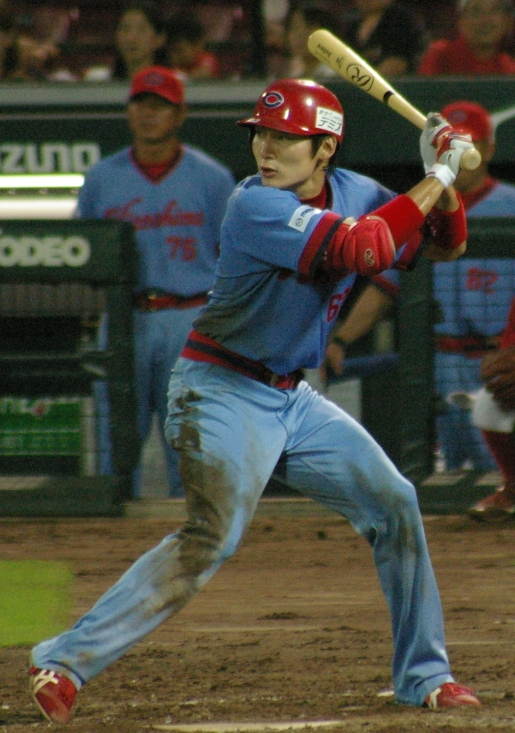
広島時代
（2011年8月25日 MAZDA Zoom-Zoom スタジアム広島）

シーズンでは全試合出場を果たした2015年シーズンは、本塁打や打点の数は前年と横ばいであったものの、月間打率が1割の月も3割の月も両方あるなど好不調の波が大きく、打率.249と3年ぶりの2割4分台を記録した。特に打撃フォームが年間通して安定しておらず、セ・リーグワーストの143三振を記録した。その一方で、四球の数はセ・リーグトップとなる94四球を記録した。同年5月26日の対千葉ロッテマリーンズ戦（マツダスタジアム）では8回に金森敬之から満塁本塁打を放った。10月7日に行われた中日ドラゴンズとのシーズン最終試合（マツダスタジアム）の1回裏の第1打席で、この試合で現役引退となる山本昌投手の現役最後の対戦打者となった（結果は二ゴロ）。また7月16日に第1回WBSCプレミア12の日本代表第1次候補選手に選出されたことが発表され、9月10日に第1回WBSCプレミア12の日本代表候補選手に選出されたことが発表されたが、10月9日に発表された最終ロースター28名には選出されず、代表入りはならなかった。

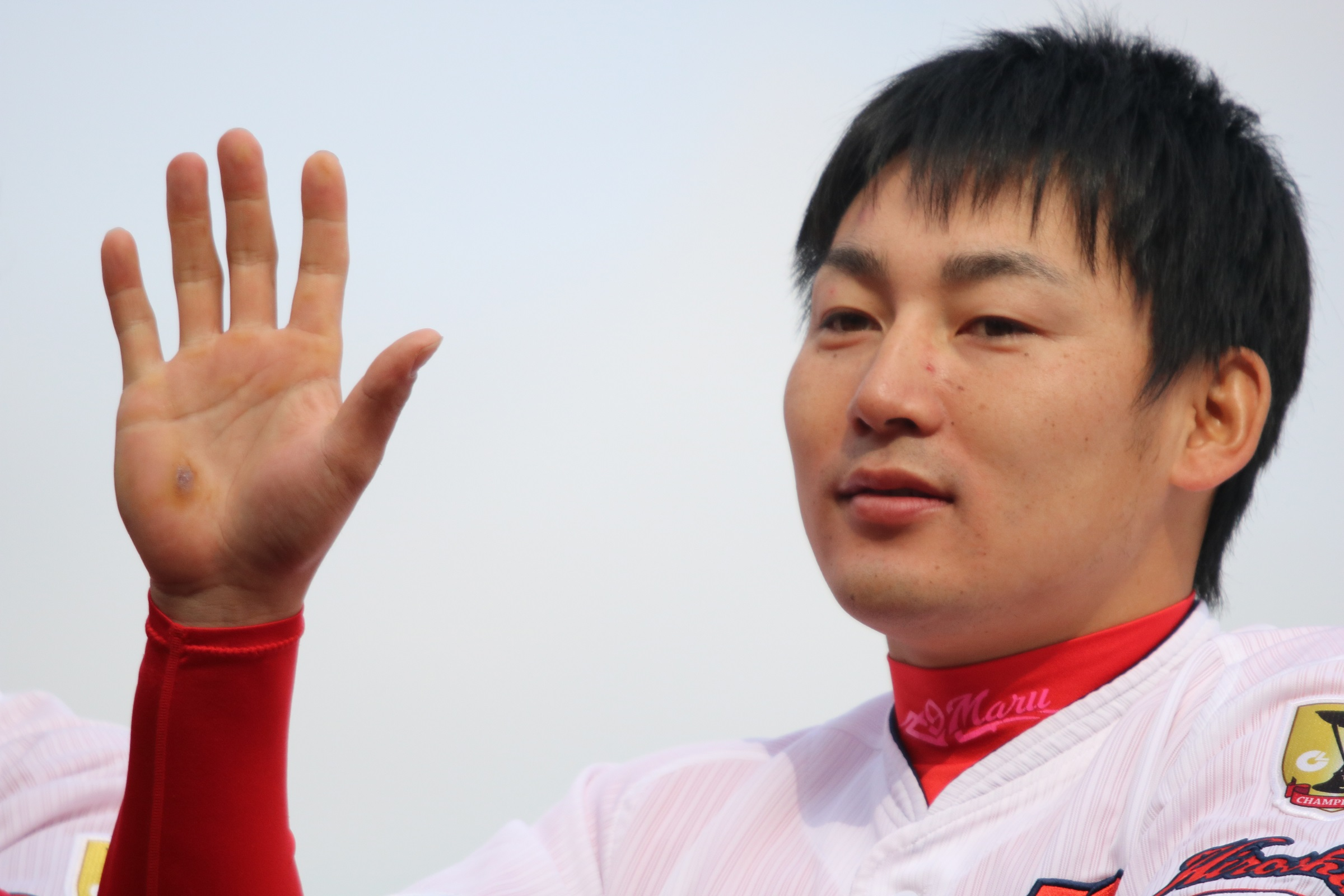
2017年11月25日、セ・リーグ優勝パレードにて

2016年はシーズン開幕前の2月20日に「侍ジャパン強化試合 日本 vs チャイニーズタイペイ」の日本代表に追加登録される。オフに大幅なフォーム改造を試み、開幕から前年に比べ好成績を残す。4月30日の中日戦（マツダスタジアム）ではともに自己最多タイの1試合2本塁打（3ラン2発）、6打点を記録。7月16日のオールスターゲーム第2戦（横浜スタジアム）の3回に自身オールスター第1号のソロ本塁打を打った。優勝マジック2として迎えた9月8日の中日戦（マツダスタジアム）では1回裏に自己最多タイのシーズン第19号先制本塁打を左翼席に打つも、2位巨人が勝利したため本拠地での優勝はならなかった。9月10日の巨人戦（東京ドーム）でも「3番・中堅手」として先発出場し、この試合に勝利した広島が7度目のリーグ優勝を決めた。9月17日の中日戦（マツダスタジアム）の8回裏に自己最多となるシーズン第20号本塁打を打った。チームは25年ぶりに日本シリーズに出場し、北海道日本ハムファイターズと対戦。自身は第6戦（マツダスタジアム）の5回にソロ本塁打を打つも、2連勝のあとに4連敗を喫し、2勝4敗で32年ぶりの日本シリーズ優勝を逃した。最終的に3年連続全試合出場を果たし、打率.291、162安打、20本塁打、90打点を記録。チーム25年ぶりのセ・リーグ優勝に大きく貢献し、2年ぶり2度目のベストナイン、4年連続4度目のゴールデングラブ賞を受賞した。
2017年は6月16日の福岡ソフトバンクホークスとの交流戦で1回裏、4回裏、6回裏に全て逆方向への3打席連続本塁打を放った。7月6日の巨人戦（マツダスタジアム）の3回裏に中堅へ同点ソロ本塁打を打ち、プロ入り通算100本塁打を達成。セ・パ交流戦では全18試合に出場し、そのうち17試合で安打を記録する活躍を見せ優秀選手賞に選出。さらに打率.411でセ・リーグでは3年ぶり、球団史上初の交流戦首位打者となった。6月は21試合で打率.402、6本塁打、22打点という好成績でプロ入り初の月間MVPを受賞した。全143試合に出場、打率.308、23本塁打、92打点を記録し、不動の「3番・中堅手」としてチームのセ・リーグ2連覇に貢献した。他にも 最多安打のタイトルとなる171安打、109得点、13盗塁、出塁率.398、長打率.505、OPS.903という好成績を残し、2年連続3度目のベストナインと5年連続5度目のゴールデングラブ賞を受賞。さらに、286票中196票の1位投票を得てセ・リーグの最優秀選手に初選出された。広島の選手が最優秀選手賞を受賞するのは8度目（7人目）。
2018年は4月28日の阪神戦（マツダスタジアム）の5回表に中前への打球を飛び込んで好捕した際に右足を地面で強打。広島市内の病院で右ハムストリング筋挫傷と診断され、開幕から25試合で打率.312、5本塁打、16打点、さらにリーグトップの出塁率.530と絶好調の中で登録抹消された。故障による登録抹消はプロ11年目にして初であり、また2013年5月20日のロッテ戦から続く連続出場は700試合で、2015年6月9日の西武戦から続いていた連続先発出場は397試合で途切れた。5月25日に一軍に再登録され、翌26日の中日戦（マツダスタジアム）で9回裏に代打で出場し復帰。6月8日の東北楽天ゴールデンイーグルス戦では「3番・中堅手」として先発出場して史上492人目の1000試合出場を達成、3回裏には本塁打を打ち記録に花を添えた。6月30日のDeNA戦で4回表に中前安打を打ち史上293人目の通算1000安打を達成、球団では22人目で5番目の年少記録となった。最終的に、打率.306、39本塁打、97打点を記録。本塁打王は逃したものの、1974年の王貞治以来44年ぶりとなる史上2人目のシーズン130四球（歴代4位）を記録するなどの活躍で、自身初の最高出塁率のタイトルを獲得し、セ・リーグ3連覇に貢献した。3年連続4度目のベストナイン、6年連続6度目のゴールデングラブ賞を受賞。さらに、294票中241票の1位投票を得てセ・リーグの最優秀選手に2年連続で選出された。オフの11月7日に国内FA権の行使を表明。読売ジャイアンツと千葉ロッテマリーンズが獲得に名乗りを上げる一方、広島球団もFA権を行使したうえでの残留を認め慰留した。11月29日に読売ジャイアンツへの移籍を表明。12月11日、NPBから公示される。

### 巨人時代
2018年12月11日、読売ジャイアンツとの契約締結後に同年から監督に復帰した原辰徳の同席のもと入団会見が行われた。契約期間は5年で、単年4億5000万円、契約金や出来高などを含む年俸総額は推定25億5000万円。背番号は8。交渉時には「8」と「24」が提示されていたが、原が現役時代に背負っていた背番号を選んだ。
2019年は開幕から「3番・中堅手」を任される。3月29日、古巣・広島との開幕戦で大瀬良大地に4打席連続三振を喫するスタートとなったが、同31日の開幕第3戦で移籍後初安打となる適時二塁打を記録した。4月2日の阪神戦（東京ドーム）で馬場皐輔から移籍後初となる本塁打を打ち、4月5日のDeNA戦で史上171人目の通算150本塁打を達成した。4月17日の広島戦で古巣相手に移籍後初めて本塁打を打ち、史上34人目となる全12球団からの本塁打を達成した。8月29日の対広島戦（東京ドーム）では3回無死一・二塁の打席で大瀬良から適時打、同回二死満塁の打席で塹江敦哉から満塁本塁打を放ち、1972年6月23日の高田繁以来47年ぶり3人目（4度目）の球団タイ記録となる1イニング5打点を挙げた。最終的には全試合出場を達成し、打率.292、27本塁打、89打点を記録。チームとして5年ぶりのセ・リーグ優勝に大きく貢献し、個人ではセ・リーグ4連覇となった。また4年連続5度目のベストナイン、7年連続7度目のゴールデングラブ賞を受賞。
オフには秋山翔吾の負傷離脱に伴い、第2回WBSCプレミア12の日本代表に追加召集された。日本代表は大会初優勝を果たし、丸自身も初めて国際大会での優勝を経験した。12月3日、5年契約の1年目を終え、現状維持の推定年俸4億5000万円で契約を更改した。
2020年、開幕直前の5月に右足親指を負傷し一軍から離脱するも、6月2日に一軍に合流。6月19日の開幕戦に先発出場した。序盤不振に苦しむが徐々に調子を上げていき、岡本和真が先発から外れた9月16日の対阪神戦では移籍後初の巨人軍第90代目4番打者として先発出場した。10月29日の対DeNA戦（横浜スタジアム）で平良拳太郎からソロ本塁打を打ち史上109人目となる通算200本塁打を達成した。10月30日にチームが優勝を決め、試合後に行われた優勝会見の中で監督の原から「開幕当初、丸が骨折していた」と明かされた。最終的には2年連続で全試合出場を果たし、打率.284、27本塁打、77打点を記録。個人ではセ・リーグ5連覇となった。11月24日の日本シリーズ第3戦では、マット・ムーア、リバン・モイネロ、森唯斗の継投で9回二死までノーヒットノーランに抑え込まれていたが、中前安打を打ち阻止した。5年連続6度目となるベストナインは受賞したものの、7年連続で受賞していたゴールデングラブ賞は投票4位となり受賞を逃した。オフに、5年契約の2年目を終え、現状維持の推定年俸4億5000万円で契約を更改した。
2021年、4月3日に新型コロナウイルス陽性判定を受けたことが球団から発表され、4月4日に「感染拡大防止特例2021」適用選手として出場選手登録を抹消。4月23日の広島戦で一軍に復帰した。しかし、シーズン開幕から40試合で打率.227、4本塁打、8打点と不調が続き、6月5日に移籍後初めて不調が原因で二軍降格。翌6日には、サプライズで二軍を視察した終身名誉監督の長嶋茂雄から打撃指導を受けた。6月18日に一軍復帰すると、復帰後は調子を取り戻した。しかしチームはリーグ3連覇を逃して3位、東京ヤクルトスワローズとのクライマックスシリーズファイナルステージも2敗1分で敗退。いずれも広島時代から続いていたリーグ連覇は5年、日本シリーズ連続進出は3年で途切れた。オフの12月14日に5年契約の3年目を終え、現状維持となる推定年俸4億5000万円で契約を更改した。
2022年、中日との開幕戦に「6番・中堅手」で先発出場。2回裏に大野雄大から同年のNPB第1号を記録。4月29日の対阪神戦で通算1500試合出場を達成した。この年は1年間安定した打棒を見せ143試合全てに出場し打率.272、27本塁打、65打点を記録した。オフの12月2日に5年契約の4年目を終え、現状維持となる推定年俸4億5000万円で契約を更改した。
2023年、この年から右翼手にコンバートされ、守備負担の軽減を図った。開幕から「3番・右翼手」で先発出場するが、開幕15試合終了時点で打率.154、1本塁打、3打点と不調であった。5月4日の対ヤクルト戦（東京ドーム）で小澤怜史からプロ入り16年目（通算253本目）にして初のサヨナラ本塁打を放った。丸にとって巨人移籍5年目で初のサヨナラ打でもあり、「3ボール0ストライクからのサヨナラ本塁打」というセ・リーグでは1975年に長田幸雄（当時大洋ホエールズ）が放って以来48年ぶりの珍記録となった。6月8日の対オリックス戦では延長10回に代打で登場し、決勝の満塁本塁打を放った。9月25日の対DeNA戦では史上18人目となる通算1000四球を達成した。しかしこの年は度々打撃不振に見舞われたほか故障離脱も多く、2012年以来11年ぶりに規定打席に到達できず、いずれもFA移籍以降最低となる打率.244、18本塁打、47打点と、2015年以来となる打率2割4分台・20本塁打未満に終わったが、11年連続となる2桁本塁打は達成した。守備では右翼手のほか、スタメンや途中出場で中堅手を守ることも多かった（最終的に右翼手として59試合、中堅手として38試合に先発出場）。FA移籍時に結んだ5年契約が満了となり、12月22日に1億7000万円減となる推定年俸2億8000万円の2年契約（年俸変動制）を結んだ。
2024年、序盤に27打席無安打を記録するなど苦しむが、4月28日から1番打者に定着すると、同月30日の対ヤクルト戦（東京ドーム）で5回無死無走者の打席で星知弥からシーズン初本塁打。6月28日の対広島戦（東京ドーム）では2-2の同点で迎えた延長10回一死無走者の打席で栗林良吏からこの試合4安打目となるサヨナラ本塁打を放った。オールスター前の前半戦の成績では打率.309、8本塁打、28打点と活躍。監督選抜選手としてオールスターゲームに選出されると、第1戦で先発出場し、2回に山﨑福也から2点本塁打を放つなど、4打数2安打2打点と活躍し敢闘選手賞を受賞した。後半戦も1番を担い、スタメンをオコエ瑠偉に譲ることもあったが、シーズン通算で138試合に出場し、打率.278、14本塁打、45打点を記録した。守備も左翼手・中堅手・右翼手をこなした。12月21日に4000万円増となる推定年俸3億2000万円で契約を更改した。
2025年、3月22日のオープン戦で走塁中に右脚を痛め、右大腿二頭筋筋損傷と診断され一軍を離脱した。5月16日の二軍戦で実戦復帰すると、5月27日に一軍へ昇格。同日の広島戦に代打として出場すると、同年初安打を記録した。8月19日の対ヤクルト戦で、史上72人目77度目（セ・リーグ42度目）のサイクル安打を達成した。

## 選手としての特徴

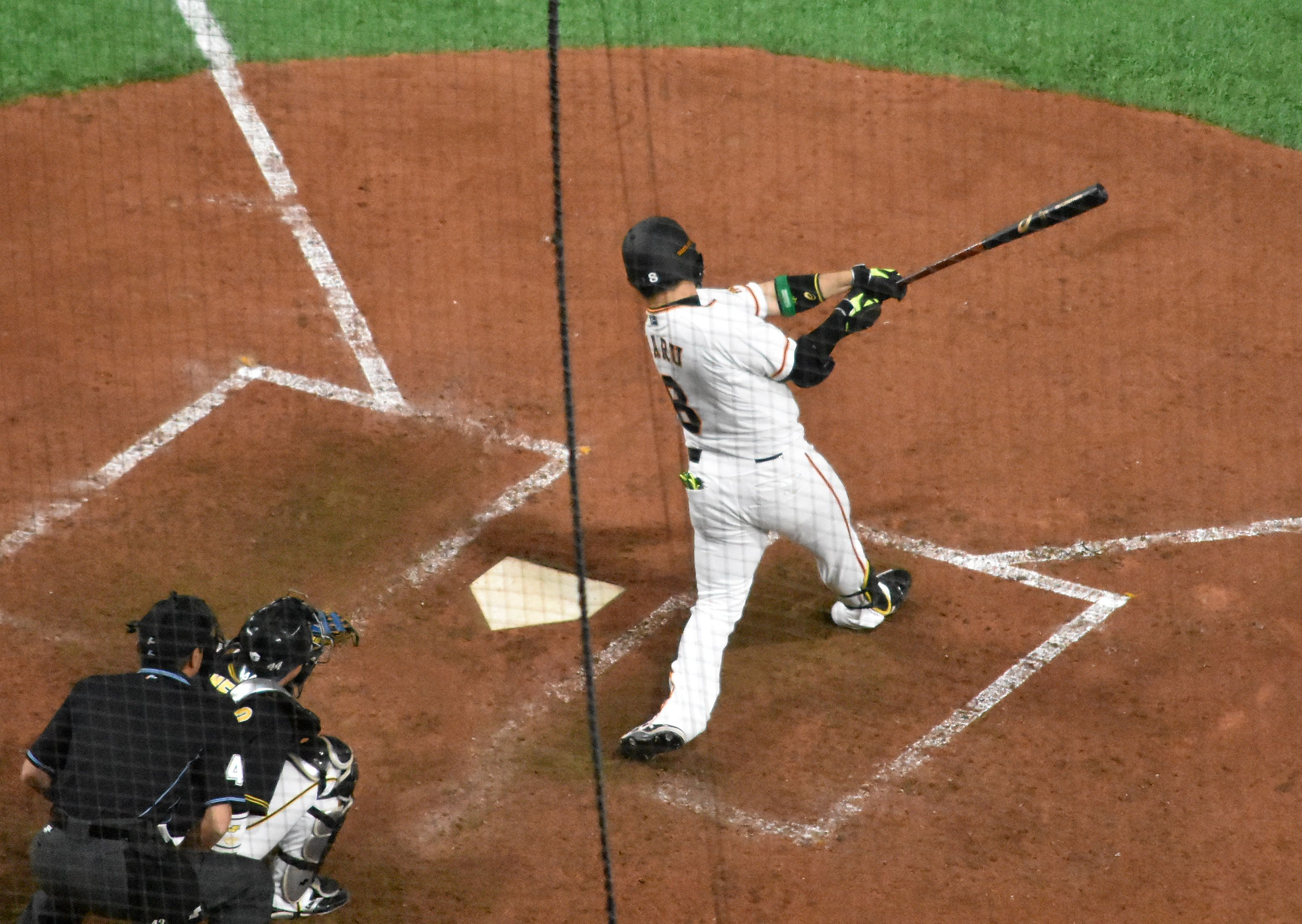
2019年4月2日

打撃では、出塁率に最もこだわっている。2018年にはリーグトップとなる出塁率.468、OPS1.096を記録し、シーズン歴代4位タイの130四球を達成している。
2013年からは10年以上の2桁本塁打を記録している。特に2016年以降は、長打を増やすために打撃フォームを改造し、2018年にはキャリアハイとなる39本塁打を記録するなど、強打者への転身を果たしている。
守備面については、ゴールデングラブ賞を7年連続で受賞していた（2013年 - 2019年）。
50メートル走6秒1。
高校時代に投手として最速144km/hを記録した。

## 人物
愛称は「丸さん」、「丸ちゃん」。
巨人時代の2019年からは同僚(後に監督となる)の阿部慎之助の考案で、本塁打を放つと両手で頭上に大きな丸を作る「丸ポーズ」を行う。2020年はテレビカメラに向かって片手でOK印を作る「片手丸ポーズ」も披露していた。
クラシック音楽が好きで、登場曲にベートーヴェンの交響曲第7番、ラフマニノフのピアノ協奏曲第2番第3楽章などを使用していた。
打順に関しては2016年から2017年にかけて田中広輔、菊池涼介、丸佳浩がそれぞれ1番、2番、3番を務める「タナ・キク・マル」のトリオで知られていたことがあり、セ・リーグ3連覇を牽引した。
漫画「るろうに剣心―明治剣客浪漫譚―」を幼い頃から読んでおり、好きな登場キャラクターは斎藤一。
LiSAのファンである。LiSAがメジャーデビューした2010年からチェックしており、広島時代の2018年から『Rising Hope』、『Catch the Moment』を登場曲に使用している。2020年3月15日放送の「行列のできる法律相談所」にゲスト出演した際、VTR出演したLiSAが『ハウル』を登場曲にと勧めた。これに丸自身は「ビックリ。ドキドキしました」と快諾し、2020年シーズンは全4曲をLiSAで統一している。
チーム内では大食いとして知られ、試合前にうどん6玉を平らげた姿を目撃されたことがある。
その一方で、野菜は苦手。

## 詳細情報

### 年度別打撃成績
| 年 度      | 球 団      | 試 合 | 打 席 | 打 数 | 得 点 | 安 打 | 二 塁 打 | 三 塁 打 | 本 塁 打 | 塁 打 | 打 点 | 盗 塁 | 盗 塁 死 | 犠 打 | 犠 飛 | 四 球 | 敬 遠 | 死 球 | 三 振 | 併 殺 打 | 打 率 | 出 塁 率 | 長 打 率 | O P S |
| ---------- | ---------- | ----- | ----- | ----- | ----- | ----- | -------- | -------- | -------- | ----- | ----- | ----- | -------- | ----- | ----- | ----- | ----- | ----- | ----- | -------- | ----- | -------- | -------- | ----- |
| 2010       | 広島       | 14    | 22    | 19    | 1     | 3     | 0        | 0        | 0        | 3     | 1     | 1     | 0        | 0     | 1     | 2     | 0     | 0     | 7     | 0        | .158  | .227     | .158     | .385  |
| 2011       | 広島       | 131   | 495   | 435   | 48    | 105   | 16       | 4        | 9        | 156   | 50    | 9     | 6        | 9     | 1     | 44    | 1     | 6     | 105   | 2        | .241  | .319     | .359     | .678  |
| 2012       | 広島       | 106   | 339   | 283   | 26    | 70    | 10       | 4        | 4        | 100   | 22    | 14    | 6        | 5     | 3     | 46    | 0     | 2     | 59    | 4        | .247  | .353     | .353     | .707  |
| 2013       | 広島       | 140   | 601   | 506   | 82    | 138   | 25       | 5        | 14       | 215   | 58    | 29    | 15       | 5     | 4     | 85    | 5     | 1     | 103   | 6        | .273  | .376     | .425     | .801  |
| 2014       | 広島       | 144   | 644   | 536   | 106   | 166   | 30       | 5        | 19       | 263   | 67    | 26    | 11       | 0     | 4     | 100   | 3     | 4     | 95    | 12       | .310  | .419     | .491     | .910  |
| 2015       | 広島       | 143   | 633   | 530   | 81    | 132   | 28       | 1        | 19       | 219   | 63    | 15    | 7        | 4     | 4     | 94    | 2     | 1     | 143   | 4        | .249  | .361     | .413     | .777  |
| 2016       | 広島       | 143   | 652   | 557   | 98    | 162   | 30       | 8        | 20       | 268   | 90    | 23    | 9        | 1     | 3     | 84    | 1     | 7     | 107   | 9        | .291  | .389     | .481     | .870  |
| 2017       | 広島       | 143   | 651   | 556   | 109   | 171   | 35       | 3        | 23       | 281   | 92    | 13    | 3        | 2     | 6     | 83    | 0     | 4     | 113   | 6        | .308  | .398     | .505     | .903  |
| 2018       | 広島       | 125   | 566   | 432   | 109   | 132   | 22       | 0        | 39       | 271   | 97    | 10    | 10       | 0     | 1     | 130   | 8     | 3     | 130   | 5        | .306  | .468     | .627     | 1.096 |
| 2019       | 巨人       | 143   | 631   | 535   | 82    | 156   | 26       | 1        | 27       | 265   | 89    | 12    | 5        | 0     | 7     | 86    | 3     | 3     | 125   | 15       | .292  | .388     | .495     | .884  |
| 2020       | 巨人       | 120   | 491   | 423   | 63    | 120   | 31       | 1        | 27       | 234   | 77    | 8     | 4        | 3     | 2     | 63    | 4     | 0     | 101   | 3        | .284  | .375     | .553     | .928  |
| 2021       | 巨人       | 118   | 457   | 392   | 58    | 104   | 21       | 0        | 23       | 194   | 55    | 5     | 3        | 0     | 2     | 63    | 0     | 0     | 120   | 5        | .265  | .365     | .495     | .860  |
| 2022       | 巨人       | 143   | 607   | 525   | 81    | 143   | 31       | 1        | 27       | 257   | 65    | 6     | 7        | 1     | 0     | 80    | 1     | 1     | 88    | 8        | .272  | .370     | .490     | .859  |
| 2023       | 巨人       | 121   | 431   | 385   | 43    | 94    | 11       | 0        | 18       | 159   | 47    | 4     | 2        | 1     | 3     | 42    | 3     | 0     | 62    | 5        | .244  | .316     | .413     | .729  |
| 2024       | 巨人       | 138   | 595   | 525   | 51    | 146   | 18       | 1        | 14       | 208   | 45    | 8     | 4        | 0     | 2     | 65    | 5     | 3     | 93    | 9        | .278  | .360     | .396     | .756  |
| 通算：15年 | 通算：15年 | 1872  | 7815  | 6639  | 1038  | 1842  | 334      | 34       | 283      | 3093  | 918   | 183   | 92       | 31    | 43    | 1067  | 36    | 35    | 1451  | 93       | .277  | .378     | .466     | .844  |

- 2024年シーズン終了時
- 各年度の太字はリーグ最高

### 年度別打撃成績所属リーグ内順位
| 年 度 | 年 齢 | リ ｜ グ   | 打 率 | 安 打 | 二 塁 打 | 三 塁 打 | 本 塁 打 | 打 点 | 盗 塁 | 出 塁 率 | 四 球 |
| ----- | ----- | ---------- | ----- | ----- | -------- | -------- | -------- | ----- | ----- | -------- | ----- |
| 2010  | 21    | セ・リーグ | -     | -     | -        | -        | -        | -     | -     | -        | -     |
| 2011  | 22    | セ・リーグ | -     | -     | -        | 5位      | -        | -     | 9位   | -        | 9位   |
| 2012  | 23    | セ・リーグ | -     | -     | -        | 5位      | -        | -     | 10位  | -        | -     |
| 2013  | 24    | セ・リーグ | -     | 9位   | 9位      | 1位      | -        | -     | 1位   | 6位      | 4位   |
| 2014  | 25    | セ・リーグ | 9位   | 8位   | 6位      | 2位      | 9位      | -     | 3位   | 2位      | 1位   |
| 2015  | 26    | セ・リーグ | -     | -     | 7位      | -        | 6位      | 9位   | 8位   | 9位      | 1位   |
| 2016  | 27    | セ・リーグ | -     | 5位   | 2位      | 2位      | -        | 7位   | 5位   | 6位      | 3位   |
| 2017  | 28    | セ・リーグ | 5位   | 1位   | 4位      | 8位      | 8位      | 3位   | -     | 2位      | 4位   |
| 2018  | 29    | セ・リーグ | -     | -     | -        | -        | 2位      | 4位   | -     | 1位      | 1位   |
| 2019  | 30    | セ・リーグ | 9位   | 7位   | -        | -        | 10位     | 8位   | -     | 5位      | 4位   |
| 2020  | 31    | セ・リーグ | -     | 10位  | 1位      | -        | 4位      | 6位   | -     | 8位      | 3位   |
| 2021  | 32    | セ・リーグ | -     | -     | -        | -        | 7位      | -     | -     | 8位      | 5位   |
| 2022  | 33    | セ・リーグ | -     | 8位   | 4位      | -        | 3位      | -     | -     | 3位      | 2位   |
| 2023  | 34    | セ・リーグ | -     | -     | -        | -        | -        | -     | -     | -        | -     |
| 2024  | 35    | セ・リーグ | -     | 9位   | -        | -        | 10位     | -     | -     | 9位      | 4位   |

- -は10位未満（打率は規定打席未到達の場合も-と表記）
- 太字年度は規定打席到達年度、年度背景色金色は最優秀選手賞（MVP）受賞年度

### WBSCプレミア12での打撃成績
| 年 度 | 代 表 | 試 合 | 打 席 | 打 数 | 得 点 | 安 打 | 二 塁 打 | 三 塁 打 | 本 塁 打 | 塁 打 | 打 点 | 盗 塁 | 盗 塁 死 | 犠 打 | 犠 飛 | 四 球 | 敬 遠 | 死 球 | 三 振 | 併 殺 打 | 打 率 | 出 塁 率 | 長 打 率 |
| ----- | ----- | ----- | ----- | ----- | ----- | ----- | -------- | -------- | -------- | ----- | ----- | ----- | -------- | ----- | ----- | ----- | ----- | ----- | ----- | -------- | ----- | -------- | -------- |
| 2019  | 日本  | 8     | 35    | 28    | 2     | 6     | 3        | 0        | 0        | 9     | 3     | 0     | 0        | 2     | 0     | 5     | 0     | 0     | 7     | 1        | .214  | .333     | .321     |

- 太字は大会最高

### 年度別守備成績
| 年 度      | 球 団      | 外野  | 外野  | 外野  | 外野  | 外野  | 外野     |
| 年 度      | 球 団      | 試 合 | 刺 殺 | 補 殺 | 失 策 | 併 殺 | 守 備 率 |
| ---------- | ---------- | ----- | ----- | ----- | ----- | ----- | -------- |
| 2010       | 広島       | 9     | 11    | 0     | 0     | 0     | 1.000    |
| 2011       | 広島       | 126   | 252   | 5     | 2     | 2     | .992     |
| 2012       | 広島       | 95    | 142   | 5     | 4     | 0     | .974     |
| 2013       | 広島       | 136   | 256   | 1     | 2     | 1     | .992     |
| 2014       | 広島       | 144   | 293   | 8     | 2     | 2     | .993     |
| 2015       | 広島       | 143   | 273   | 6     | 1     | 0     | .996     |
| 2016       | 広島       | 143   | 284   | 5     | 2     | 1     | .993     |
| 2017       | 広島       | 143   | 274   | 1     | 2     | 0     | .993     |
| 2018       | 広島       | 122   | 230   | 1     | 1     | 0     | .996     |
| 2019       | 巨人       | 141   | 285   | 2     | 2     | 0     | .993     |
| 2020       | 巨人       | 119   | 210   | 2     | 3     | 0     | .986     |
| 2021       | 巨人       | 116   | 234   | 4     | 0     | 2     | 1.000    |
| 2022       | 巨人       | 143   | 275   | 1     | 1     | 0     | .996     |
| 2023       | 巨人       | 111   | 190   | 0     | 1     | 0     | .995     |
| 2024       | 巨人       | 134   | 249   | 2     | 0     | 0     | 1.000    |
| 通算：15年 | 通算：15年 | 1825  | 3458  | 43    | 23    | 8     | .993     |

- 2024年度シーズン終了時
- 各年度の太字はリーグ最高
- 太字年はゴールデングラブ賞受賞

### タイトル
- 盗塁王：1回（2013年）
- 最高出塁率：1回（2018年）
- 最多安打：1回（2017年）

### 表彰
- 最優秀選手：2回（2017年、2018年） ※2年連続受賞記録はセ・リーグ最多タイ記録[107]
- ベストナイン：6回（外野手部門：2014年、2016年 - 2020年）
- ゴールデングラブ賞：7回（外野手部門：2013年 - 2019年） ※2013年は菊池涼介、浅村栄斗と共に平成生まれ初の受賞
- 月間MVP：1回（打者部門：2017年6月）
- オールスターゲーム敢闘選手賞：1回（2024年第1戦[80]）
- JA全農Go・Go賞：1回（最多盗塁賞：2012年3・4月）[108]
- スカパー! サヨナラ賞：2回（2013年7月[109]、2024年6月[110]）
- セ・パ交流戦 日本生命賞：1回（2017年）
- 報知プロスポーツ大賞：1回（2019年）
- 紺綬褒章：1回（2021年[111]）

### 記録
初記録
- 初出場・初打席：2010年9月12日、対読売ジャイアンツ23回戦（東京ドーム）、9回表二死に中田廉の代打で出場、マーク・クルーンから二塁ゴロ
- 初安打：2010年9月21日、対東京ヤクルトスワローズ19回戦（MAZDA Zoom-Zoom スタジアム広島）、7回裏に今井啓介の代打で出場、押本健彦から左前安打
- 初打点：同上、8回裏に渡辺恒樹から左犠飛
- 初盗塁：2010年9月29日、対横浜ベイスターズ24回戦（MAZDA Zoom-Zoom スタジアム広島）、5回裏に三盗（投手：弥太郎、捕手：武山真吾）
- 初先発出場：2010年10月2日、対阪神タイガース23回戦（MAZDA Zoom-Zoom スタジアム広島）、「6番・中堅手」で先発出場
- 初本塁打：2011年4月19日、対横浜ベイスターズ1回戦（横浜スタジアム）、4回表に大家友和から右越3ラン[112]

節目の記録
- 100本塁打：2017年7月6日、対読売ジャイアンツ14回戦（MAZDA Zoom-Zoom スタジアム広島）、3回裏に畠世周から中越ソロ ※史上284人目
- 1000試合出場：2018年6月8日、対東北楽天ゴールデンイーグルス1回戦（MAZDA Zoom-Zoom スタジアム広島）、「3番・中堅手」で先発出場 ※史上492人目[113]
- 1000安打：2018年6月30日、対横浜DeNAベイスターズ9回戦（横浜スタジアム）、3回表に東克樹から中前安打 ※史上293人目[114]
- 150本塁打：2019年4月5日、対横浜DeNAベイスターズ1回戦（横浜スタジアム）、1回表に今永昇太から左中間ソロ ※史上171人目[115]
- 1000三振：2020年7月4日、対中日ドラゴンズ2回戦（東京ドーム）、2回裏に吉見一起から ※史上69人目[116]
- 200本塁打：2020年10月29日、対横浜DeNAベイスターズ23回戦（横浜スタジアム）、2回表に平良拳太郎から右越ソロ ※史上109人目[112]
- 1500試合出場：2022年4月29日、対阪神タイガース7回戦（東京ドーム）、「3番・中堅手」で先発出場 ※史上200人目[66]
- 1500安打：2022年5月15日、対中日ドラゴンズ9回戦（東京ドーム）、7回裏に柳裕也から右前安打 ※史上131人目[117]
- 300二塁打：2022年9月2日、対阪神タイガース22回戦（阪神甲子園球場）、1回表に西勇輝から左中間二塁打 ※史上75人目、平成生まれ初[118]
- 250本塁打：2022年9月11日、対広島東洋カープ25回戦（MAZDA Zoom-Zoom スタジアム広島）、1回表に遠藤淳志から右越2ラン ※史上68人目[119]
- 1000四球：2023年9月25日、対横浜DeNAベイスターズ23回戦（横浜スタジアム）、4回表に大貫晋一から四球 ※史上18人目[71]
- 1000得点：2024年6月1日、対埼玉西武ライオンズ2回戦（ベルーナドーム）、6回表に岡本和真の左犠飛で生還 ※史上47人目[120]
- 3000塁打：2024年7月7日、対東京ヤクルトスワローズ14回戦（明治神宮野球場）、4回表に小澤怜史から中前安打 ※史上63人目[121]

その他の記録
- 全球団から本塁打：2019年4月17日、対広島東洋カープ5回戦（藤崎台県営野球場）、8回裏にヘロニモ・フランスアから右越2ラン ※史上34人目
- オールスターゲーム出場：7回（2013年、2014年、2015年、2016年、2017年、2019年、2024年） ※2022年も選出されたが、新型コロナウイルス感染のため出場辞退[122]
- サイクル安打：2025年8月19日、対東京ヤクルトスワローズ17回戦（明治神宮野球場）※史上72人目（77度目）[88]

### 背番号
- 63（2008年[2] - 2013年）
- 9（2014年[10] - 2018年、2019年プレミア12）
- 8（2019年[43] - ）

### 代表歴
- 2019 WBSCプレミア12 日本代表

## 関連情報

### 書籍
- 菊池涼介 丸佳浩 メッセージ BOOKコンビスペシャル -キクマル魂-（2014年8月31日、廣済堂出版） ISBN 978-4331518663

### 出演

#### CM
- 創建ホーム（2014年 - 2018年）
  - 「OVER THE PRIDE」丸篇（2014年）
  - 「理想はつくれる」丸篇（2015年）
  - 「檜ストロング構法」丸篇（2016年）
  - 「夢を創る、心で創る」丸篇（2016年）
  - 「STRONG!HIROSHIMA」丸篇（2017年）
  - 「想いを、ともに」丸篇（2018年）
- もみじ銀行（2014年 - 2018年） もみじ銀行イメージキャラクターを務めた
- 白鶴酒造「白鶴まる」（2020年 - ）

#### 配信
- プロ野球×将棋特番・プロ野球最強将棋王決定戦（2020年12月20日、ニコニコ生放送）※YouTubeでは2021年2月に2回に分けて配信[123]